# Deborah (brano musicale)
Deborah è un brano musicale composto da Vito Pallavicini (testo) e Giorgio Conte con Pino Massara (musica), classificatosi al 4º posto al Festival di Sanremo 1968 nell'interpretazione in abbinamento di Fausto Leali e Wilson Pickett.

## Storia
Dopo il grande successo di A chi, Leali debutta al Festival presentando, in coppia con lo statunitense Pickett, un brano il cui titolo sarebbe divenuto anche il nome della figlia avuta da Milena Cantù.

## 45 giri
Dopo il Festival escono il disco di Leali (prodotto dalla Ri-Fi) contenente il brano, abbinato a Non importa se come lato B e quello di Pickett (prodotto dalla Atlantic) contenente il brano, abbinato a Down by the sea sempre come retro.
Sarebbe stato comunque il singolo di Pickett ad ottenere il migliore riscontro, raggiungendo il 6º posto nella hit parade dell'epoca dei più venduti in Italia.

## Traduzioni
Nel 1968 il brano è eseguito in spagnolo dai Los Catinos (Belter, 07-415), inserito nella raccolta del 1999 Singles Collection (Graffiti, 32-785); il gruppo è conosciuto proprio per le cover dei brani pubblicati originariamente in italiano.

## Esecuzioni
Nel 2010 la Halidon (GC04), pubblica una compilation (3 cd) con la versione strumentale di Deborah eseguita dall'Orchestra di  Gianfranco Intra.